# ReVamp (альбом)
«ReVamp»  — перший студійний альбом нідерландського прогресивного симфо-метал-гурту ReVamp. Реліз відбувся 26 травня 2010 у Швеції та Фінляндії; 28 травня альбом вийшов у Німеччині, Австрії, Швейцарії, Нідерландах, Бельгії, Італії та Іспанії; 31 травня відбувся реліз альбому в решті країн Європи. У США випуск відбувся 27 липня 2010.
Цей альбом є першим у кар'єрі вокалістки Флор Янсен після розпаду гурту After Forever, в якій вона була фронтледі.

## Список композицій
Автором текстів пісень є Флор Янсен; авторами музики є Флор Янсен, Юст ван дер Брок, Вальдемар Соричта.
| #     | Назва                                                        | Тривалість |
| ----- | ------------------------------------------------------------ | ---------- |
| 1.    | «Here's My Hell»                                             | 5:12       |
| 2.    | «Head Up High»                                               | 3:32       |
| 3.    | «Sweet Curse»                                                | 4:16       |
| 4.    | «Million»                                                    | 4:20       |
| 5.    | «In Sickness 'Till Death Do Us Part - All Goodbyes Are Said» | 3:32       |
| 6.    | «Break»                                                      | 4:06       |
| 7.    | «In Sickness 'Till Death Do Us Part - Disdain»               | 3:32       |
| 8.    | «In Sickness 'Till Death Do Us Part - Disgraced»             | 3:28       |
| 9.    | «Kill Me with Silence»                                       | 3:56       |
| 10.   | «Fast Forward»                                               | 3:57       |
| 11.   | «The Trial of Monsters»                                      | 4:20       |
| 12.   | «Under My Skin»                                              | 4:07       |
| 13.   | «I Lost Myself»                                              | 3:30       |
| 14.   | «No Honey for the Damned» (бонусний трек)                    | 3:56       |
| 55:44 |                                                              |            |

## Учасники запису
- Флор Янсен — вокал
- Вальдемар Соричта — гітари, бас-гітара, інженерія
- Арно Крабман — додаткові гітари та бас, співпродюсер, інженерія, міксинг
- Юст ван дер Брок — клавіші, синтезатор, рояль, програмування, організація хору, співпродюсер, інженерія, міксинг
- Коен Херфст — ударні

## Чарти
| Чарт (2010)        | Місце |
| ------------------ | ----- |
| Dutch Albums Chart | 58    |
| Greek Albums Chart | 26    |